# Cornelis Antonie Jan Abraham Oudemans
Cornelis Antonie Jan Abraham Oudemans, född 7 december 1825 i Amsterdam, död 29 augusti 1906 i Arnhem, var en nederländsk botaniker; bror till Jean Abraham Chrétien Oudemans.
Oudemans var 1859-96 professor i medicin och botanik i Amsterdam samt föreståndare för botaniska trädgården där. Han gjorde sig mest känd som floristiker och författade bland annat De flora van Nederland (tre band, 1859-62; andra upplagan 1872-74), Neerlands plantentuin (tre band, 1865-67), Leerboek der plantenkunde (1866; ny upplaga tillsammans med Hugo de Vries, 1883), farmakologiska arbeten samt utgav botaniska tidskrifter.
Auktorsnamnet Oudem. kan användas för Cornelis Antonie Jan Abraham Oudemans i samband med ett vetenskapligt namn inom botaniken; se Wikipediaartiklar som länkar till auktorsnamnet.